# Isochariesthes
Isochariesthes – rodzaj chrząszczy z rodziny kózkowatych. 

## Zasięg występowania
Przedstawiciele tego rodzaju występują w Afryce od Mali i Czadu na płn. po RPA na płd. oraz na Madagaskarze.

## Systematyka
Do Isochariesthes należy 28 gatunków:

- Isochariesthes arrowi
- Isochariesthes braini
- Isochariesthes breuningi
- Isochariesthes breuningstefi
- Isochariesthes brunneomaculata
- Isochariesthes brunneopunctipennis
- Isochariesthes ciferrii
- Isochariesthes epupaensis
- Isochariesthes euchroma
- Isochariesthes euchromoides
- Isochariesthes flava
- Isochariesthes flavescens
- Isochariesthes flavoguttata
- Isochariesthes francoisi
- Isochariesthes furva
- Isochariesthes fuscocaudata
- Isochariesthes grundaeva
- Isochariesthes lesnei
- Isochariesthes ludibunda
- Isochariesthes moucheti
- Isochariesthes multiguttata
- Isochariesthes picta
- Isochariesthes suturalis
- Isochariesthes transversevitticollis
- Isochariesthes tricolor
- Isochariesthes tripunctata
- Isochariesthes ugandicola
- Isochariesthes undulatovittata